# Hapithus aigenetes
Hapithus aigenetes är en insektsart som beskrevs av Otte, D. och Perez-gelabert 2009. Hapithus aigenetes ingår i släktet Hapithus och familjen syrsor. Inga underarter finns listade i Catalogue of Life.